# Knickerbocker Glory

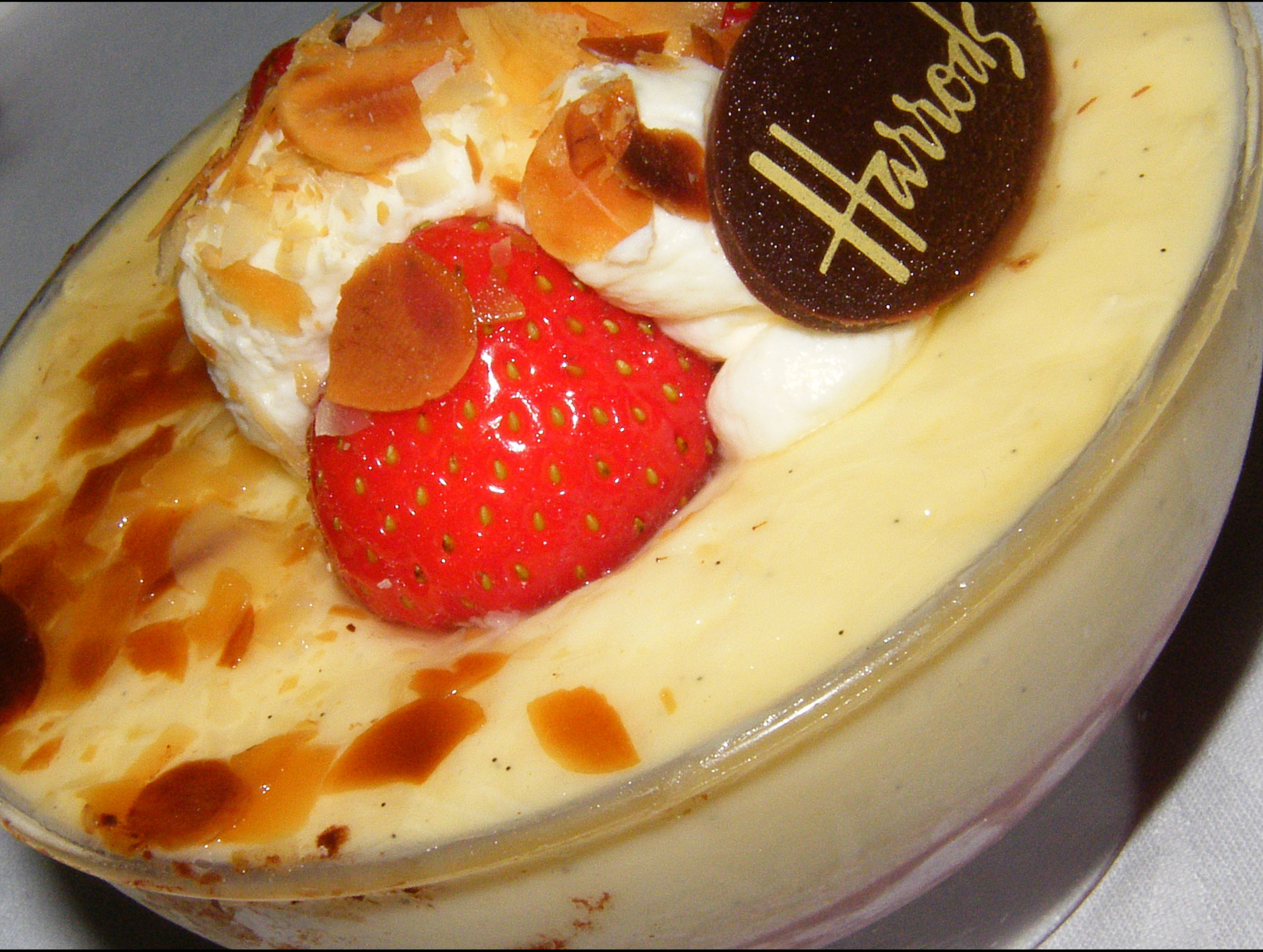
Knickerbocker glory

Knickerbocker Glory ist eine Eisspeise, die aus Lagen von Früchten oder Beeren und Eiscreme – meist Vanille- und Erdbeereis – in einem hohen Glas besteht.
Gekrönt wird die Speise von einer Portion Schlagsahne, die häufig mit Nusssplittern und einer Kirsche dekoriert wird. Über die Lagen aus Eis und Früchten wird meist eine Fruchtsauce gegeben. Verzehrt wird das Knickerbocker Glory mit einem besonders langen Löffel. Das Dessert wurde in den 1930ern in Großbritannien populär. Judith Kerr beschreibt es in ihrem Buch Warten bis der Frieden kommt, das aber erst in den 1940er Jahren spielt, als eine Neuheit aus Amerika.